# Рушничний набій

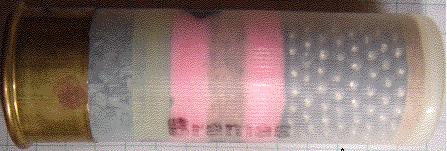
Рушничний набій 12 калібру у прозорому пластиковому корпусі, що дозволяє бачити вміст. Зліва направо: латунь, метальний заряд, пиж над порохом, пиж, пташиний дріб № 8, пиж та обтиск

Рушничний набій — це набій, який зазвичай споряджений великою кількістю «дробу», зазвичай дрібного, сферичної форми. Набій складається з корпусу який встановлено на латунній основі з капсулем. Набій зазвичай має маленький контейнер всередині гільзи. Набій зазвичай роблять зі свинцю, але через обмеження свинцю можуть використовувати сталь, вольфрам або бісмуту. Рушничний набій може містити один, великий метальний предмет який має назву куля для рушниці або жакан[джерело?]. Набої можуть також мати спеціальні нелетальні кулі, наприклад, «бобові» або гумові кулі. Ефективна дальність стрільби рушниць становить 45 м. Старі нелетальні набої містили кам'яну сіль, яка може викликати сильний біль, але рідко був смертельним, наносив рани і був популярним для відлякування порушників.
Більшість рушничних набоїв були розроблені для стрільби з гладкоствольної зброї, але є спеціальні нарізні стволи які можуть стріляти жаканами з піддонами. Жакан може сам робити нарізи при проходженні через нарізний ствол, тому таку кулю можна використовувати і у гладкоствольній зброї.

## Історія
Перші рушничні набої мали латунні гільзи, на відміну від гвинтівкових та пістолетних гільз того часу. Ці латунні корпуси були схожі на гвинтівкові набої, за параметрами, а також за розташуванням кулі та капсулю. У різні часи використовували пижі, які робили з фетру, шкіри та короку, а також з картону. Для утримання пижу у латунній гільзі використовували силікат натрію. У перших латунних гільзах не використовували катане або загнуте обтискання, хоча катане обтискання почали використовувати деякі виробники для надійного кріплення пижа. Капсулі на перших рушничних набоях були такими самими як пістолетні капсулі такого ж діаметру.
Починаючи з 1877 почали використовувати паперові корпуси замість латунних. Паперові корпуси залишалися популярними майже століття, до кінця 1960-х. Ці рушничні набої з паперовими корпусами мали катане обтискання, хоча популярним було і загнуте обтискання. Капсулі на цих паперових корпусах на відміну від гвинтівкових та пістолетних мали також опорний стрижень, що робило рушничний набій більшим за набої гвинтівок та пістолетів. Пижі зроблені з фетру та короку, а також паперові, були замінені на пластикові. Починаючи з 1960-х, паперові гільзи почали витіснятися пластиковими; до 1980-х пластикові корпуси стали майже універсальними.

## Типова конструкція
Сучасні рушничні набої загалом складаються з пластикової гільзи, з основою яка зроблена зі сталі з тонким шаром латуні. Паперові гільзи були загальнопоширеними і випускаються зараз, як і суцільно-латунні. Деякі компанії випускають повністю пластикові набої, які містять невелике металеве кільце у закраїні для зміцнення структури. Також існують більш потужні, так звані «high brass» набої, де збільшено заряд пороху, а тому мають смужки латуні з боків корпусу. Фактично латунь не підсилює корпус, але різниця у товщині корпусу допомагає стрільцю швидко відрізнити потужний боєприпас від звичайного.

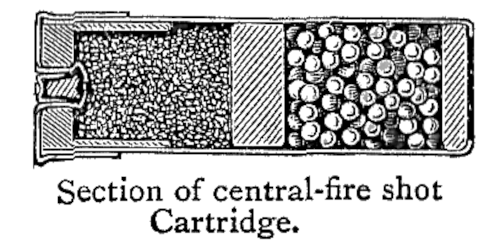
Зображення рушничного набою 1908 року де видно простий фетровий пиж який відокремлює порох (ліворуч) від дробу (праворуч)

Основа рушничного набою доволі товста щоб утримувати великий капсуль, який довший за капсулі які використовують у гвинтівкових та пістолетних боєприпасах. Сучасні бездимні порохи більш ефективні за чорний порох який використовують у рушничних набоях, тому у рушничних набоях порох займає мало об'єму. Після заряду пороху йде пиж. Основним призначенням пижа є запобігання змішуванню дробу та пороху, а також забезпечує обтюрацію газів які могли просочитися через дріб. Пиж може мати амортизатор та ковпачок який утримує дріб до того моменту, як дріб покине ствол.
Сучасний пиж складається з трьох частин, пороховий пиж, підкладка і ковпачок, який може розпадатися на частини або вилітати однією частиною. Пороховий пиж слугує для обтюрації, а тому розташовується над зарядом пороху; він може бути паперовим або пластиковим. Далі йде повітряна подушка, яка створена для компенсації над тиску, і виконує роль амортизатора і зменшує деформацію дробу; він також заповнює надлишкове місце між пороховим пижом та дробом. Підкладку зазвичай роблять з пластику з зонами деформації, хоча в районах де випасають худобу або у дикій природі надають перевагу тканинним пижам які розкладаються. Ковпачок є останньою частиною набою і слугує для утримання дробу, при проходженні через ствол. Ковпачок має щілини з боків, щоб він руйнувався після виходу заряду зі ствола. Ковпачки також зазвичай роблять з пластику. Дріб заповнює ковпачок (який повинен бути правильної довжини щоб утримувати потрібну кількість дробу), а потім набій обтискається або закатується.

## Розміри

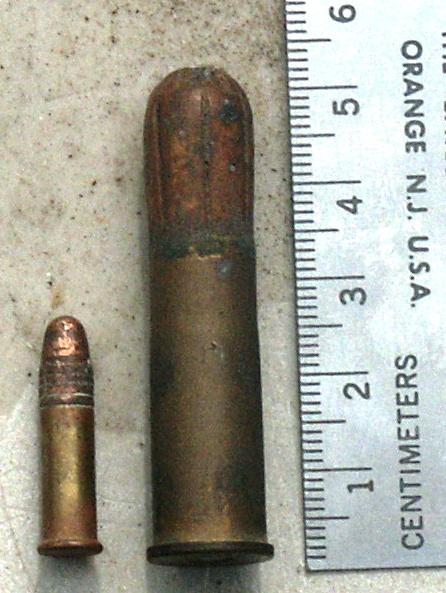
Набій для рушниці калібру .44 extra long (праворуч) у порівнянні з набоєм .22 long rifle. По суті набій .44 калібру є попередником набою .410 bore.

| Калібри (кількість свинцевих кульок на фунт) | Діаметр однієї кульки |
| -------------------------------------------- | --------------------- |
| 10                                           | 0.78" (19.7 мм)       |
| 12                                           | 0.73" (18.5 мм)       |
| 16                                           | 0.66" (16.8 мм)       |
| 20                                           | 0.62" (15.6 мм)       |
| 28                                           | 0.55" (14.0 мм)       |

Набої для дробовиків вимірюють у «gauge» (калібр), який являє собою вагу в частках фунта чистої свинцевої круглої кулі, який має той же діаметр, що і внутрішній діаметр ствола; у Британії і деяких  інших країнах за межами США використовують схожий термін «bore». У цьому полягає відмінність від нарізної зброї, де набої вимірюють у «калібрах», замірюється внутрішній діаметр ствола, в міліметрах або дюймах, а тому калібр приблизно дорівнює діаметру метального снаряду який проходить стволом.

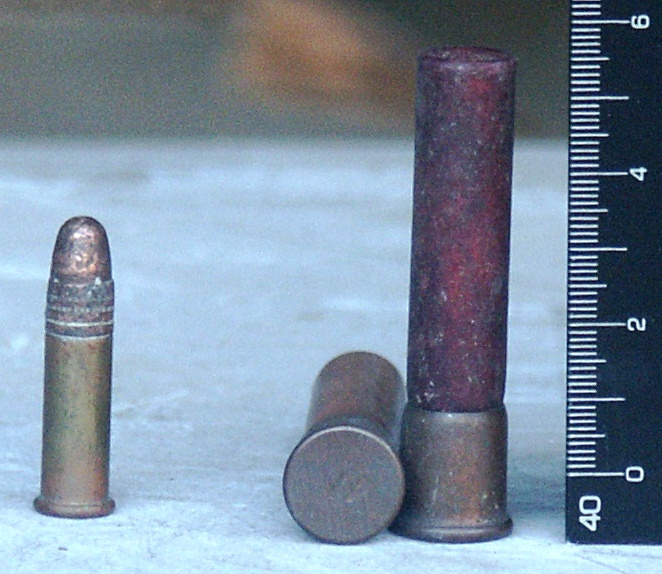
Порівняння 9 мм набою дробовика з набоєм .22 long rifle

Наприклад, дробовик має назву «12-gauge» (12 калібр) тому, що свинцева сфера яка дорівнює внутрішньому діаметру має вагу 1⁄12 фунта. Таке вимірювання походить з часів перших гармат які визначали схожим способом— «12 pounder» (12 фунтова) це гармата яка стріляла 12-фунтовими (5,5 кг) ядрами; у той же час, дріб «12 калібру» повинен важити 1⁄12 фунту (38 гр). Отже, рушниця 10 калібру має ствол який більший за діаметром, ніж рушниця 12 калібру, яка має ствол більшого діаметру, ніж рушниця з 20-го калібру тощо.

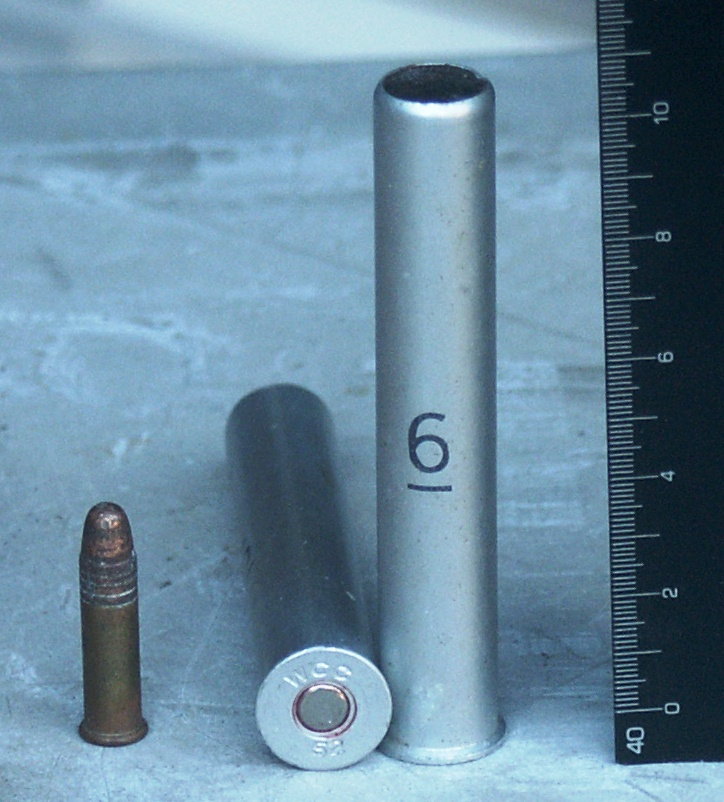
Набій M35 калібру .410 для рушниці для виживання M-6 у порівнянні з набоєм .22 long rifle

Найбільш популярним дробовим калібром є 12 калібр. Більший 10 калібр, використовують для полювання на великих птахів таких як гуси або індички, став менш популярним після появи довшого набою 12 калібру «magnum», схожої продуктивності. Також популярним є набій середнього розміру 20-го калібру, через невелику віддачу. Іншими менш поширеними є 16 та 28 калібри. Зустрічаються і інші калібри, але вони вважаються застарілими. Калібри 4, 8, 24 та 32 є колекційними. Калібри деяких дробовиків вимірюють за діаметром, а не за калібрами. Це .410 (10 мм), .380 (9 мм) та .22 (5,5 мм); тому їхня правильна назва «.410 bore», а не «.410-gauge».
Калібр .410 bore є найменшим калібром серед дробовиків які широко продаються у США. Якщо порівнювати калібр .410, зі стандартним дробовим калібром, то він буде складати 67- або 68-gauge (точно 67.62-gauge). Часто калібр .410 помилково називають 36-gauge. Калібр 36 це фактично набій діаметра .360 який мав довжину 1.5 дюйми і зараз є застарілим.
У Європі 9 мм набої Флобера є поширеним серед так званої зброї «GardenGuns» та рушниць які складаються. 9 мм набій Флобера є одним з найстаріших набоїв, а також одним з простіших у використанні. 9 мм набій Флобера є набоєм кільцевого запалювання, розроблений для стрільби дробом. По суті 9 мм набій Флобера є надзвичайно малим набоєм для дробовика кільцевого запалення. 9 мм набій Флобера створено для дуже легкої та дуже простої контрольованої стрільби. 9 мм набій Флобер розроблений для використання будь-ким.
9 мм набій Флобер підпадає під так звані садові рушниці. Вони розроблені для того щоб відганяти птахів будь-ким від дорослих чоловіків до старих жінок. Садові рушниці не заборонені у Європі навіть у тих країнах де дуже жорстке законодавство відносно зброї.
9 мм набій Флобер має не велику далекобійність, а тому на відстані у 15-20 ярдів дріб вже втрачає свою забійну силу. 9 мм набій Флобер унікальний і допомагає знищувати у садах та дворах шкідників, хижих птахів та змій. Також набій 9 мм Флобер не несе загрози руйнування двору через невелику кількість дробу в заряді.

### Не дробові калібри

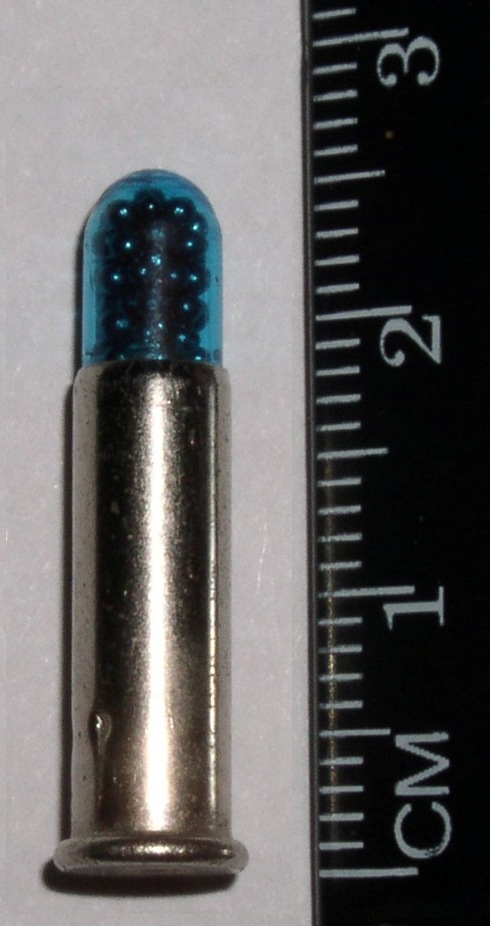
.22 Щурячий набій

Дробові набої також є не дробових калібрів, пристосовані для використання у нарізних стволах від .22 Long Rifle до .38 Special та .44 Magnum; їх часто використовують у револьверах для вбивства змій на дуже коротких відстанях або для вбивства малих шкідників таких як щурі. Деякі однозарядні пістолети та гвинтівки створені під зброю калібру.45 Colt зі спеціальними чок-борами, що дозволяє використовувати набої калібру .410—зазвичай чок-бори розроблені з великими канавками які паралельні стволу щоб зупинити обертання заряду дробу, тому що ствол зброї калібру .45 Colt нарізний. Taurus продає модель під назвою The Judge, яка може використовувати набої .45 Colt та .410. Smith & Wesson також випускає схожий револьвер під назвою «Governor,» який може стріляти набоями .45 Colt та .410, а також .45 ACP за допомогою обойми.

## Формула розрахунку калібру дробовика
Стандартне визначення калібру дробовика передбачає використання свинцевої кулі. У формулі обраховується відношення діаметру ствола (bore diameter) dn (в дюймах) до калібру (gauge) n:
{\displaystyle d_{n}=1.67/{\sqrt[{3}]{n}}={\sqrt[{3}]{4.66/n}}}
{\displaystyle n=(1.67/d_{n})^{3}=4.66/(d_{n})^{3}}
Наприклад, діаметр ствола dn = 0.410 inches (.410 bore) дорівнює калібру n = 67.6.

## Без свинцю
На початку 21-го століття боєприпаси почали споряджати не свинцевими зарядами, а сталевими, бісмутовими або вольфрамовими композитними кульками.
В зв'язку з екологічними нормами, мисливці повинні обережно використовувати свинцеві боєприпаси в Європі. Наприклад, у Франції, не можна стріляти поряд зі ставами. Насправді, закони настільки складні, що деякі мисливці у Європі використовують композитні заряди у будь-яких ситуаціях. Використання свинцевого дробу заборонено у Канаді та США при полюванні на мігруючих птахів, таких як качки та гуси. Тому мисливці змушені використовувати не токсичний дріб у цих країнах при полюванні на водоплавних птахів (свинцевий дріб можна легально використовувати у США для полювання на не водоплавних птахів). Тому виробники випускають, як нові не токсичні безсвинцеві набої, щоб відповідати екологічним вимогам так і старі дешеві свинцеві набої, щоб мати змогу конкурувати з іншими світовими виробниками.
C.I.P. забезпечує затвердження всіх боєприпасів, які виробник або імпортер має намір продавати у будь-якій (загалом європейській) країні-члені C.I.P. Заводи з виробництва боєприпасів зобов'язані перевіряти свою продукцію під час виробництва через  специфікації C.I.P. Звіт про відповідність треба робити для кожної виробничої партії та архівувати для подальшої перевірки, якщо це необхідно.
Окрім випробувань на тиск, рушничні набої які містять сталеві гранули повинні проходити випробування на твердість за Віккерсом. Твердість VH1 повинна бути меншою за 100 при використанні сталевих гранул, але, навіть в такому випадку сталь, як відомо, при використанні сталевих гранул на високій швидкості, що приводить до зносу ствола. В результаті проводять також додаткові вимірювання швидкості сталевих гранул рушничних набоїв 12-, 16- та 20-калібрів у звичайних та посилених версіях боєприпасів. Швидкість гранул повинна бути меншою за 425 м/с (1 390 фут/с), 390 м/с (1 300 фут/с) та 390 м/с (1 300 фут/с) відповідно для стандартних версій. Іншим недоліком сталевих гранул є їхня схильність до непередбачуваного рикошету після влучання у будь-яку тверду поверхню. Це створює серйозну небезпеку в приміщеннях або при стрільбі по металевим мішеням або при використанні жорстких упорів. Тому сталевий дріб заборонено використовувати у внутрішніх тирах. Будь-які стрільці які збираються купувати боєприпаси, які споряджені сталевими гранулами, і збираються використовувати їх не лише на полюванні, повинні з'ясувати про ступінь небезпеки для себе та для інших.
Проте слід зазначити, що дані, які підтверджують небезпеку стрільби високошвидкісними набоями, які заряджені сталевим дробом і спричиняють знос ствола, не опубліковані, а американський еквівалент CIP, SAAMI, не має жодних обмежень щодо швидкості комерційних рушничних набоїв зі сталевими гранулами, які продаються в США. Таким чином, виробники дробовиків, які продають рушниці в Сполучених Штатах, вибирають свої власні відповідні стандарти для визначення твердості сталі для стволів дробовиків і для швидкостей боєприпасів зі сталевими гранулами.
У деяких критих тирах заборонено використання боєприпасів зі сталевими гранулами, тому що за межами стрільбища сталеві гранули можуть викликати іскру і викликати пожежу. Іншою проблемою є рикошети. Сталь дуже еластична і може відлетіти назад у стрільця.

## Розмір дробу
Рушничні набої споряджають дробом різного розміру в залежності від цілі. Для стендової стрільби, використовують малий дріб, такий як No.8 або No.9, тому що відстань стрільби мала і потрібна гарна купчастість. Стрільба по рухомій мішені потребує більший дріб, а тому використовується більший набій, зазвичай #7½. При полюванні надається перевага відстані та проникній властивості. Дріб швидко втрачає швидкість через низьку щільність перетину і балістичний коефіцієнт (див. external ballistics). Невеликий дріб, який використовують у стендовій стрільбі та стрільбі по рухомим цілям, втрачає енергію на відстані приблизно у 100 метрів, що дає можливість влаштовувати стрільбища поряд з населеними територіями з мінімальною загрозою для людей.

### Пташиний дріб

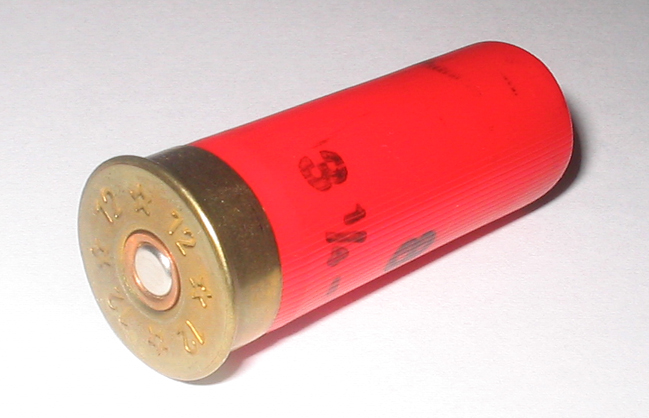
Рушничний набій 12-калібру з пташиним дробом.

Розміри пташиного дробу мають таку саме нумерацію як і дробові калібри. Чим менше номер, тим більше дріб (окрім шведської системи, де все навпаки). Загалом пташиний дріб називають просто «дріб», наприклад «дріб номер 9» або «дріб BB».
Є невелика різниця у розмірах американського, стандартного (європейського), бельгійського, італійського, норвезького, іспанського, шведського, британського та австралійського дробу, що ускладнює питання стандартизації. Це відбувається через те, що у деяких системах діаметр вимірюють у дюймах (американська), деякі визначають діаметр у міліметрах (європейська) та британська система використовує вимірювання за кількістю свинцевих дробин на унцію. Австрія має гібридну систему тому, що на її ринку продають британські, американські та європейські набої.
Для визначення діаметру американського дробу у дюймах достатньо від 17 відняти розмір дробу. Результатом буде діаметр дробу в сотих дюйму. Наприклад, дріб #2: 17-2 = 15, отже діаметр дробу #2 становить 15/100 або 0.15". Дріб B має .170 дюймів, а розмір ВВ та ВВВ дробу збільшується на .01.
У метричній системі легко запам'ятати, що дріб #5 дорівнює 3 мм; розмір збільшується або зменшується на 0,25 мм, отже дріб #7 дорівнює 2,5 мм.
| Розмір США | Розмір ЄС    | Розмір Швеції | Розмір Вел. Бр. | Розмір Австрії | Номінальний діаметр | Гранул на унцію (28 гр) | Гранул на унцію (28 гр) | Кількість на фунт. |
| ---------- | ------------ | ------------- | --------------- | -------------- | ------------------- | ----------------------- | ----------------------- | ------------------ |
|            |              |               |                 |                |                     | Свинець                 | Сталь                   |                    |
| FF         |              |               |                 |                | .230" (5.84 мм)     |                         | 35                      |                    |
| F          |              |               |                 |                | .220" (5.59 мм)     | 27                      | 39                      |                    |
| TT         |              |               |                 |                | .210" (5.33 мм)     |                         |                         |                    |
|            | AAA          |               |                 |                | .205" (5.20 мм)     |                         |                         |                    |
|            |              |               | AAA             |                | .203" (5.16 мм)     | 35                      |                         |                    |
| T          |              |               |                 | AAA            | .200" (5.08 мм)     | 36                      | 53                      |                    |
|            |              |               | AA              |                | .191" (4.93 мм)     | 40                      |                         |                    |
| BBB        | AA           |               |                 |                | .190" (4.83 мм)     | 44                      | 62                      | 550                |
| BB         |              |               | A               |                | .180" (4.57 мм)     | 50                      | 72                      | 650                |
| Air Rifle  | BBBB або 2/0 |               |                 |                | .177" (4.50 мм)     |                         |                         |                    |
| B          |              |               |                 |                | .170" (4.32 мм)     |                         | 86                      |                    |
| No.1       |              |               | BB              | BB             | .160" (4.06 мм)     | 72                      | 103                     | 925                |
|            | No.1         | 7             |                 |                | .158" (4.00 мм)     |                         |                         |                    |
| No.2       |              |               | B               |                | .150" (3.81 мм)     | 87                      | 125                     | 1120               |
|            | No.2         | 6             |                 |                | .148" (3.75 мм)     |                         |                         |                    |
| No.3       |              |               |                 |                | .140" (3.56 мм)     | 108                     | 158                     | 1370               |
|            | No.3         | 5             |                 |                | .138" (3.50 мм)     |                         |                         |                    |
|            |              |               | No.2            | No.2           | .134" (3.40 мм)     |                         |                         |                    |
| No.4       |              |               |                 |                | .130" (3.30 мм)     | 135                     | 192                     | 1720               |
|            | No.4         | 4             | No.3            | No.3           | .128" (3.25 мм)     | 140                     |                         |                    |
| No.5       |              |               | No.4            | No.4           | .120" (3.05 мм)     | 170                     | 243                     | 2180               |
|            | No.5         | 3             |                 |                | .118" (3.00 мм)     |                         |                         |                    |
| No.6       |              |               | No.5            | No.5           | .110" (2.79 мм)     | 225                     | 315                     | 2850               |
|            | No.6         | 2             |                 |                | .108" (2.75 мм)     |                         |                         |                    |
|            |              |               | No.5½           | No.5½          | .107" (2.72 мм)     | 240                     |                         |                    |
|            |              |               | No.6            | No.6           | .102" (2.59 мм)     | 270                     |                         |                    |
| No.7       |              |               |                 |                | .100" (2.54 мм)     | 291                     | 423                     |                    |
|            | No.7         | 1             |                 |                | .098" (2.50 мм)     |                         |                         |                    |
|            | No.7½        |               |                 |                | .094" (2.40 мм)     |                         |                         |                    |
| No.7½      |              |               | No.7            | No.7           | .095" (2.41 мм)     | 350                     | 490                     | 3775               |
| No.8       |              |               |                 | No.7½          | .090" (2.29 мм)     | 410                     | 686                     | 5150               |
|            | No.8         | 00            |                 |                | .089" (2.25 мм)     |                         |                         |                    |
|            |              |               | No.8            | No.8           | .087" (2.21 мм)     | 472                     |                         |                    |
| No.8½      |              |               |                 |                | .085" (2.15 мм)     | 497                     |                         |                    |
|            | No.8½        |               |                 |                | .083" (2.10 мм)     |                         |                         |                    |
| No.9       |              |               | No.9            | No.9           | .080" (2.03 мм)     | 585                     | 892                     | 7400               |
|            | No.9         | 000           |                 |                | .079" (2.00 мм)     |                         |                         |                    |
| No.10      |              |               |                 |                | .070" (1.78 мм)     | 848                     |                         |                    |
|            |              |               | No.10           | No.10          | .070" (1.78 мм)     | 850                     |                         |                    |
|            | No.10        |               |                 |                | .069" (1.75 мм)     |                         |                         |                    |

Також існує свинцевий дріб номер 11 та номер 12. Дріб таких розмірів використовують у спеціальних рушничних набоях створених для стрільби на близьких відстанях (менш чотирьох метрів) для вбивства змій, щурів та тварин схожих розмірів. Такі набої зазвичай використовують у ручній зброї, зазвичай у револьверах.

#### Вибір пташиного дробу
Для полювання розмір дробу треба обирати не лише за відстанню, але і за дичиною. Дріб повинен дістатися до цілі з достатньою енергією для проникнення на глибину яка є достатньою для ураження дичини. Свинцевий дріб є найкращим за балістикою, але екологічні обмеження на використання свинцю, особливо при полюванні на водоплавну птицю, призводять до використання сталі, бісмуту або вольфраму. Сталь, яка менш щільна за свинець, має більший розмір дробу, але є добрим вибором коли заборонено використання свинцю. Свинцевий дріб також використовують у старих рушницях через те, що сталевий дріб через свою твердість може пошкодити ствол. Проте, збільшення тиску у більшості сталевих набоїв є більшою проблемою, викликаючи деформацію затвора зброї. Через те, що вольфрам також дуже твердий, його треба обережно використовувати у старій зброї. Вольфрам роблять зазвичай у сплаві з нікелем або залізом, що пом'якшує основний метал. Цей сплав приблизно на 1/3 щільніший за свинець, але і більш коштовніший. Бісмутовий дріб за щільністю і ціною знаходиться між сталлю та вольфрамом. При переході зі свинцевого дробу на сталевий використовують правило збільшення на два номери. Проте існують різні думки щодо щільність зразків у порівнянні з високими енергіями гранул.
| Дичина          | Свинець/Вольфрам | Сталь   |
| --------------- | ---------------- | ------- |
| Фазан           | 4 до 6           | 2 до 3  |
| Індичка         | 4 до 6           | 2 до 3  |
| Перепел, голуб, | 7½ до 8          |         |
| Кролик          | 6 до 7½          |         |
| Білка           | 6                |         |
| Гуси            | 2 до BB          | 1 до TT |
| Качки, низько   | 4 до 6           | 2 до 4  |
| Качки, високо   | 2 до 4           | 2 до BB |

### Крупний дріб
Дріб великих розмірів має назву «buckshot» або просто «buck» (крупний дріб, картеч). Картеч використовують для полювання на велику дичину, наприклад оленів. Розмір крупного дробу визначають або за дійсним діаметром або (традиційно) за літерою або числом, чим менше номери тим більше картеч. Розміри більші за «0» («aught») мають позначення з кількох нулів. «00» («double-aught») найбільш загальний розмір.
Британська система базується на кількості дробу на унцію. Розміри діляться на LG (Large Grape — від дрейфгагеля які використовували у мушкетах), MG (Medium Grape) та SG (Small Grape). Для невеликої дичини використовують дріб SSG який вполовину легший за SG, дріб SSSG вполовину легший за SSG, дріб SSSSG вполовину легший за SSSG тощо. У австрійській системі використовують схожу схему окрім того, що вони мають 00-SG, набій Small Game заповнений картеччю #00.
Найбільш поширеним калібром серед картечних набоїв є 12, картеч 00 містить 8 кульок. Крупний дріб зазвичай використовують у двох випадках: самозахист та полювання на середню і велику дичину. Заряд можна регулювати за допомогою розміру дробу, кількості кульок, довжиною гільзи, розміром порохового заряду та іншими шляхами для кожної зброї та цілей. Наприклад, заряд набою 12 калібру містить дріб 00 у кількості від 8 до 18 кульок в заявлених розмірах від 2 3/4" до 3 1/2". На упаковці виробник зазначає довжину набою, який розширюється після пострілу. Перед пострілом, обтиснений набій приблизно на півтора дюйми коротший. Також, точна довжина залежить від виробника та моделі. Більш поширеними стають набої зі зменшеною віддачею. Картеч 00 з низькою віддачею дозволяє стрільцю зробити кілька швидких пострілів, що може знадобитися у бойовій ситуації. Також вони корисні для тренувань стрільців які ще не стріляли за допомогою потужних набоїв.
| Розмір США                 | Розмір Вел. Бр. | Розмір Австрії | Номінальний діаметр | Кульки/oz (28 гр) | Кульки/oz (28 гр) |
| -------------------------- | --------------- | -------------- | ------------------- | ----------------- | ----------------- |
|                            |                 |                |                     | Свинець           | Сталь             |
| Tri-Ball 12 [12 Gauge]     |                 |                | 0.60" (15.2 мм)     | 1.4               |                   |
| Tri-Ball 20 [20 Gauge]     |                 |                | 0.52" (13.2 мм)     | 2.1               |                   |
| #000 Buck («triple-aught») | LG              |                | .36" (9.1 мм)       | 6.2               |                   |
|                            | MG              |                | .346" (8.79 мм)     | 7                 |                   |
|                            | SG              |                | .332" (8.44 мм)     | 8                 |                   |
| #00 Buck («double-aught»)  |                 | 00-SG          | .330" (8.38 мм)     | 8                 |                   |
| #0 Buck («single-aught»)   |                 |                | .32" (8.1 мм)       | 9                 |                   |
| #1 Buck                    |                 |                | .30" (7.6 мм)       | 11                |                   |
|                            | Special SG      |                | .298" (7.57 мм)     | 11                |                   |
| #2 Buck                    |                 | SSG            | .27" (6.9 мм)       | 14                |                   |
|                            | SSG             |                | .269" (6.83 мм)     | 15                |                   |
| #3 Buck                    |                 |                | .25" (6.4 мм)       | 18                |                   |
|                            | SSSG            |                | .244" (6.3 мм)      | 20                |                   |
| #4 Buck                    |                 |                | .240" (6.10 мм)     | 21                |                   |
|                            | SSSSG           |                | .227 (5.77 мм)      | 25                |                   |
| F                          |                 |                | .22" (5.59 мм)      | 27                | 39                |
|                            | SSSSS or AAAA   |                | .213 (5.41 мм)      | 30                |                   |
|                            | AAA             |                | .203" (5.16 мм)     | 35                |                   |
| T                          |                 |                | .200" (5.08 мм)     | 36                | 53                |

## Розсіювання та розкид дробу
Більшість сучасних спортивних дробовиків мають змінні внутрішні стволи які дозволяють стрільцям міняти щільність розсіювання дробу після пострілу. Розсіювання дробу можна регулювати за допомогою зміни характеристик набою.

### Вузький розкид дробу
Для заповнення порожнин між дробом використовують ущільнювальний матеріал такий як гранульований пластик, тирсу або схожий матеріал. Після пострілу, ущільнювальний матеріал стискає і утримує дріб, зменшуючи деформацію гранул дробу через велике прискорення. Сплав сурми зі свинцем, свинцевий дріб вкритий міддю, сталь, бісмут та вольфрам більш тверді за звичайний свинцевий дріб, а тому менше деформуються. Зменшення деформації викликає менше розсіювання, тому що сталеві гранули летять пряміше. Одним з імпровізованих методів є заливання дробу воском або смолою. Іншим методом є використання обрізного кільця, яке одягають на гільзу для того щоб дріб, після пострілу, рухався стволом разом з частиною гільзу. Це може бути небезпечним через створення великого тиску у каморі—особливо якщо частина гільзи залишається у стволі до наступного пострілу.

### Широкий розкид дробу
Стрільба м'якшим дробом викликає деформацію і більш широкий розкид дробу. Це часто трапляється з дешевими боєприпасами, оскільки в них використовують свинець з мінімальною кількістю легуючих елементів, таких як сурма, і тому цей заряд дуже м'який. Пиж розсіювання — це пиж, який має малу пластичну або паперову вставку в центрі дробового ковпачка, зазвичай циліндричної або хрестоподібної форми. Коли дріб виходить зі ствола, вставка допомагає виштовхнути дріб з центру, створюючи розкид. Крім того деформований дріб (розплющений до еліптичної форми) або кубічний дріб також дає широкий розкид, набагато більший ніж сферичний дріб з використанням пижу розсіювання. У деяких юрисдикціях пижі розсіювання та не сферичний дріб заборонені. Мисливські заряди в яких використано пижі розсіювання або не сферичний дріб мають назву «brush loads» (букв. кущовий заряд) і використовуються для полювання в районах з великими заростями де невелика відстань стрільби.

### Розсіювання
Більшість рушничних набоїв містять декілька кульок щоб збільшити ймовірність влучання в ціль. Дріб з набою розсіюється у двох напрямах розкиду після влучання в ціль. Менш важливим параметром вимірювання розсіювання є визначення відстані від першого дробу до останнього у польоту. Використання кількох кульок дуже допомагає при полюванні на малу дичину так як птахи, кролі та інші тварини які літають або швидко рухаються і можуть непередбачувано міняти напрям руху. Проте, деякі рушничні набої мають лише один металевий заряд, відомий як жакан, для полювання на велику дичину, наприклад оленів.
Після пострілу дріб виходить зі ствола купчасто. Але при подальшому русі, кульки починають розсіюватися. Через це ефективна відстань дробовика, при стрільбі великою кількістю дробу, обмежується приблизно у 20 — 50 метрів. Для контролювання цього ефекту, стрільці використовують звуження ствола дробовика яке має назву чок-бор. Чок, з'ємний або фіксований, ефективно зменшує діаметр ствола на виході, стискаючи дріб щільніше, тим самим збільшуючи ефективну відстань. Чим тісніший чок, тим вужче канал ствола на виході. Отже, ефективна відстань дробовика збільшується чим тісніше чок. Мисливці або стрільці можуть встановлювати кілька типів чок-борів, на рушниці які мають таку можливість, в залежності від того на якій відстані знаходиться ціль. Для дробовиків з фіксованими чок-борами, обирають різні дробовики. Існують різні варіанти чок-борів від вузьких до широких: повний чок, покращений модифікований, модифікований, покращений циліндричний, круглий та циліндричний.
Мисливці які збираються полювати на тварин, таких як кролі або тетерукові, знають, що тварини перебуватимуть близько — зазвичай за 20 м (22 ярд) — і рухатимуться швидко. Тому ідеальним чок-бором буде циліндричний (найширший), оскільки мисливцю треба швидке розсіювання. Якщо мисливець використовує повний чок (найвужчий) на відстані 20 м, дріб перебуває на малій відстані один від одного, а тому наносить сильні пошкодження кролю або може взагалі не влучити у ціль. Це б зменшило кількість м'яса після пострілу, тому що в тій частині яка б залишилась було б багато дробу. Використання циліндричної сверловки збільшує шанси на вбивство дичини та збільшення об'єму чистого м'яса. На противагу, мисливець який полює на гусей знає, що відстань для до гуски буде складати приблизно 50 метрів, тому для затримки розсіювання дробу мисливець буде використовувати рушницю з повним чоком. Використовуючи повний чок для стрільби по віддаленим цілям, збільшуються шанси на ураження цілі. Також це гарантує швидке та гуманне вбивство, оскільки ціль була б уражена достатньою кількістю дробу, щоб швидко вбити, а не лише поранити дичину.
Для старих рушниць характерна наявність одного фіксованого чок-бору, який використовують проти кролів, білок, перепелів, голубів та фазанів, який має циліндричну сверловку, при довжині ствола 710 мм, що робить можливим використовувати дробовик для полювання на будь-яку дичину. Дробовики з фіксованими чок-борами для полювання на гусей, зазвичай мають стволи з повним чоком, на далеких відстанях, а тому набагато важчі і вимагають фіксованого використання для стрільби на далекі відстані. Оборонні дробовики з фіксованими чок-борами зазвичай мають циліндричну сверловку. Також дробовики які стріляють жаканами мають циліндричну сверловку.

## Еквівалент у драхмах
Еквівалент у «драхмах» інколи використовують для вимірювання порохових зарядів для рушничних набоїв. Сьогодні це застарілий еквівалент який дорівнює вазі заряду з чорним порохом у системі одиниць евердьюпойс. Драхма в системі евердьюпойс має вагу в 1⁄256 фунту або 1⁄16 унції або 27.3 грану. Причина використання такої архаїчної систему полягає в тому, що після появи бездимного пороху, потрібен був метод для порівняння зарядів чорного пороху з новими зарядами. Наприклад, рушничний набій для полювання у полі містить 3 або 3 1/2 драхми заряду чорного пороху, а важкий потужний заряд містить  від 4 до 4-1/2 драхм, в той час навчальний рушничний набій містить 2 драхми чорного пороху. Тому мисливці яким потрібен був польовий або потужний рушничний набій з чорним порохом знав який йому потрібен еквівалент набою з бездимним порохом. Проте зараз це малозрозумілий еквівалент вимірювання заряду чорного пороху. Крім того, еквівалент у «драхмах» використовували для набоїв 12-го калібру і лише для свинцевого дробу, хоча його часто використовували для опису інших калібрів та навіть для позначення сталевого дробу. Крім того, еквівалент у «драхмах» з'явився приблизно через 15 років після появи бездимного пороху, коли почала зникати потреба в еквівалентності через зникнення самих набоїв з чорним порохом. На практиці зараз еквівалент у «драхмах» використовується лише для порівняння з еквівалентними швидкостями у fps (фут-за-секунду), і лише для свинцевого дробу.
Також такий еквівалент використовували для збереження розмірів гільз, фізичних, наприклад, 2-1/2 або 2-3/4-дюймові гільзи, для використання у старих дробовиках після переходу на бездимний порох. Через те, що бездимний порох більш потужний ніж чорний, заряд пороху став меншим, а тому почали використовувати більші пижі щоб не замінювати обладнання яке обтискало гільзи. Тобто, для досягнення потрібної довжини використовували більшу кількість порохових пижів. Це призвело до появи великого пластикового пижа наприкінці 1950-х на початку 1960-х, який замінив велику кількість порохових пижів.
Еквівалент у драхмах не використовують при спорядженні рушничних набоїв бездимним порохом; оскільки за при спорядження рушничного набою бездимним порохом зарядом який буде дорівнювати заряду у драхмах дробовик може вибухнути. Такий еквівалент використовували лише для заряджання рушничних набоїв чорним порохом.